# 傑羅姆鎮區 (堪薩斯州戈夫縣)
傑羅姆鎮區（英語：Jerome Township）為美國堪薩斯州戈夫縣轄下的鎮區。2010年美国人口普查中此鎮區人口有97人。

## 地理
傑羅姆鎮區涵蓋總面積為370.4平方（143.03平方英里），其中陸地面積為370.4平方（143.02平方英里），水域面積為0.026平方（0.01平方英里）或0.01%。海拔高度788（2,585英尺）。

## 人口統計
根據2010年美國人口普查，傑羅姆鎮區人口有97人，其中男性有50人，女性有47人，人口密度為每平方公里0.26人，住房計52戶。鎮區內的白人有97人，非裔美國人有0人，美洲原住民有0人，亞裔美國人有0人，太平洋島裔美國人有0人，其他種族有0人，混血種族則有0人。此外鎮區內有1人為西班牙裔或拉丁裔美國人。此鎮區之年齡中位數為52.5歲，而男性年齡中位數為51.5歲，女性年齡中位數為52.8歲。

## 交通

### 主要公路
- 23號堪薩斯州州道